# Péritas
Péritas (en grec ancien : Περίτας / Perítas) est le chien favori d’Alexandre le Grand, probablement un molosse. Il est mort en 326 av. J.-C. en Inde.

## Caractéristiques
Les principales sources historiques concernant Péritas sont Plutarque (Alexandre, 61) et Pline l'Ancien dans l’Histoire Naturelle (VIII, 61). Pline l'Ancien écrit que le chien a été offert au jeune Alexandre par son oncle Alexandre Ier, dit le Molosse, les Molosses étant une des principales tribus d'Épire. Virgile vante dans ses Géorgiques les mérites des chiens de cette contrée ; ils y sont décrits comme d’excellents chasseurs, gardiens, et même auxiliaires pour le combat.
Il est difficile de connaître l'apparence physique de Péritas. Un marbre antique conservé au British Museum, le Jennings Dog, pourrait donner une idée de l'apparence de ces chiens de garde molosse.
L'origine du nom est inconnue, il n’apparaît d’ailleurs que dans l’œuvre de Plutarque. On remarque cependant la similitude entre le terme Περίτιος (Péritios) qui correspond au mois de janvier du calendrier macédonien et celui de Περίτας.

## Éducation
Le dressage du chien ne fait pas consensus. Pline dit qu'Alexandre a reçu ce chien adulte, alors qu'il est en Inde, mais Plutarque indique que le roi l’a éduqué lui-même.
Pline relate en détail la façon dont Alexandre a entraîné son chien. Alexandre reçoit tout d'abord un premier chien qu'il met en face de gibier traditionnel. La bête restant passive, Alexandre est fortement irrité par ce comportement et fait abattre ce premier chien. Son oncle, le roi des Molosses, lui fait alors envoyer un second chien en précisant : « d’éprouver ce chien, non pas contre de petits animaux, mais contre le lion ou l’éléphant ». Ce qu’il fait : « il vit aussitôt le lion mis en pièces ; puis il fit amener un éléphant, et jamais spectacle ne lui causa autant de plaisir. En effet, le poil hérissé sur tout le corps, le chien commença par aboyer d’une manière terrible, puis il vint à l’attaque : se dressant contre le monstre tantôt d’un côté, tantôt d’un autre, l’assaillant et l’évitant avec l’adresse nécessaire en un pareil combat, il le fit tant tourner que l’éléphant tomba, et sa chute ébranla la terre ».

## Vie aux côtés d'Alexandre
Péritas aurait accompagné Alexandre le Grand dans ses conquêtes et serait mort dans les bras de son maître, touché par un javelot.
De la même façon qu’Alexandre a fait édifier une cité à la mémoire de son favori Héphaestion ou de son cheval Bucéphale, le roi ordonne selon Plutarque la construction d'une cité sur les bords du fleuve Hydaspe (actuel Jhelum), en Inde, en l'honneur de son chien défunt. Il s'agit peut-être d'Alexandrie de l'Opiène, actuelle Uch au Pakistan,.

## Sources primaires
- Pline l'Ancien, Histoire naturelle.
- Plutarque, Vies parallèles [détail des éditions] [lire en ligne], Alexandre.